# 疏花山绿豆小煤炱
疏花山绿豆小煤炱（学名：Meliola desmodii-laxiflori）是属于小煤炱目小煤炱科小煤炱属的一种真菌，寄生在山蚂蝗属植物上。该种分布于中国、塞拉利昂。